# چنقرالوی پل
چنقرالوی پل، روستایی است از توابع بخش نازلو و در شهرستان ارومیه استان آذربایجان غربی ایران.

## جمعیت
این روستا در دهستان نازلوی شمالی قرار داشته و بر اساس سرشماری مرکز آمار ایران در سال ۱۳۹۵ جمعیت آن ۱٬۵۹۴ نفر (۴۸۹ خانوار)
بوده است.